# Grace Alache Jerry
Grace Alache Jerry là một nhà hoạt động khuyết tật người Nigeria, người ủng hộ nhân quyền, một nữ hoàng nhạc sĩ và cuộc thi sắc đẹp, người đã được trao giải Hoa hậu xe lăn Nigeria. Cô là người phát ngôn cho hơn 25 triệu người Nigeria đang bị khuyết tật. Grace Jerry, Giám đốc điều hành của Xperience Grace Foundation đã biểu diễn trong các buổi hòa nhạc trong và ngoài Nigeria. Cô là Nghiên cứu sinh Mandela Washington 2015 được Tổng thống Barack Obama vinh danh.